# Groene eendagsvlieg
De groene eendagsvlieg (Ephemera danica) is een haft uit de familie Ephemeridae. De wetenschappelijke naam van de soort is voor het eerst geldig gepubliceerd in 1764 door Müller.

## Verspreiding en leefgebied
De soort komt voor in het Palearctisch gebied en is in Europa wijdverspreid. Ze planten zich voort in rivieren en meren met zandige of slikkige bodems.